# Neptis palibothra
Neptis palibothra är en fjärilsart som beskrevs av Hans Fruhstorfer 1913. Neptis palibothra ingår i släktet Neptis och familjen praktfjärilar. Inga underarter finns listade i Catalogue of Life.